# Jurij Vladimirovič Andropov
Jurij Vladimirovič Andropov (in russo Ю́рий Влади́мирович Андро́пов?; Nagutskoe, 15 giugno 1914 – Mosca, 9 febbraio 1984) è stato un politico e militare sovietico, segretario generale del Partito comunista dell'Unione Sovietica dal 12 novembre 1982 alla morte.
Rispetto a Gorbačëv, era considerato più incline a riforme graduali. Tuttavia, resta da chiedersi se sarebbe riuscito a riformare l'URSS senza la definitiva dissoluzione. Il breve periodo di leadership, segnato dalla malattia, fornisce poche indicazioni concrete sull'ipotetica evoluzione di un suo governo di lungo termine.

## Biografia

### Gli inizi
Il luogo di nascita e le notizie sulla famiglia sono incerti: probabilmente nacque a Nagutskoe, Gubernija di Stavropol' (Impero russo), vicino a Stavropol', nella Russia meridionale. Andropov venne cresciuto dal patrigno, Vladimir Andropov, che era un ferroviere, mentre la madre, Evgenija Fajnštejn (secondo altre fonti, il cognome era Fleckenstein), figlia d'un commerciante, era insegnante di musica. Sembra che il bambino fosse nato da un breve affare extra-matrimoniale della madre: non si è mai saputo chi fosse il padre biologico di Andropov, che prese il cognome e il patronimico del marito di sua madre. Anche per questo, l'esatta etnia di Andropov è tuttora avvolta nel mistero.
Secondo alcuni, Andropov era di famiglia ebraica per parte di entrambi i genitori (il patrigno avrebbe cambiato il cognome da Liberman ad Andropov dopo il 1917), mentre altri sostengono che il padre fosse d'origine greca; altre fonti affermano che la famiglia paterna apparteneva alla nobiltà cosacca, mentre quella della madre era di origine tedesca, ma non ci sono riscontri circa il fatto che fosse ebrea. Secondo Andropov, la madre venne cresciuta da una famiglia di ebrei provenienti dalla Finlandia, ma era adottata e non ha mai saputo chi fossero i suoi veri genitori.
Frequentò per un breve periodo l'Istituto tecnico per trasporti acquatici di Rybinsk; durante l'adolescenza perse entrambi i genitori e a 14 anni, rimasto orfano, fu costretto a cominciare a lavorare. Aderì al Komsomol nel 1930, s'iscrisse al PCUS nel 1939 e fu segretario generale del Komsomol della Repubblica Socialista Sovietica Carelo-Finnica dal 1940 al 1944. Durante la seconda guerra mondiale Andropov prese parte alle attività della guerriglia partigiana. Dopo la guerra si spostò a Mosca, nel 1951, ed entrò nella segreteria del partito.
In seguito alla morte di Stalin, nel marzo 1953, Andropov venne degradato e nel 1954 gli fu affidato, da parte di Georgij Malenkov, l'incarico di console presso l'ambasciata sovietica di Budapest; qui giocò un ruolo importante nell'invasione sovietica dell'Ungheria del 1956.

### Salita al potere
Tornato a Mosca per guidare il Dipartimento per le relazioni con le nazioni socialiste (1957-1967), venne promosso al segretariato del Comitato centrale nel 1962, succedendo a Michail Suslov; nel 1967 lasciò quest'incarico per diventare capo del KGB, su raccomandazione di Michail Suslov; in seguito fu candidato membro al Politburo, divenendone membro effettivo nel 1973.
Il suo mandato di direttore del KGB fu il più lungo della storia dell'agenzia di gestione dei servizi segreti sovietici; si dimise nel maggio 1982, quando fu promosso segretario del PCUS (come successore di Suslov) e segretario responsabile per gli Affari ideologici.
Il 12 novembre 1982, due giorni dopo la morte di Brežnev (10 novembre 1982), Andropov venne a sorpresa nominato Segretario generale del PCUS, superando Konstantin Černenko; fu il primo capo del KGB a diventare Segretario Generale. A questa carica aggiunse rapidamente quella di Presidente del Presidio del Soviet Supremo dell'URSS e Presidente del Consiglio di Difesa. I suoi incontri con i politici occidentali furono visti con apprensione per via del suo ruolo nel KGB in Ungheria.

### Operato
Durante il proprio governo, Andropov mise in atto diversi tentativi per risollevare l'economia e ridurre la corruzione. Andropov viene ricordato anche per la sua campagna antialcolici e per la lotta finalizzata al miglioramento della disciplina sul lavoro: entrambe le campagne vennero portate avanti con il tipico approccio amministrativo sovietico e una durezza che ricordavano vagamente l'epoca staliniana.
Durante il mandato, Andropov s'adoperò per migliorare l'economia, dimezzando i quadri dirigenti, ma senza intaccare i principi socialisti. In contrasto con la politica di Brežnev di evitare conflitti e scioglimenti, combatté aspramente le violazioni all'interno del partito: nei quindici mesi di mandato, Andropov sollevò dall'incarico 18 ministri, 37 segretari dell'Obkoms, del Kraikoms e del Comitato centrale del PCUS; furono inoltre avviati processi contro alti funzionari del partito per fattispecie criminali; per la prima volta furono poi resi pubblici i dati sulla crisi economica e sui progressi scientifici. In politica estera Andropov non ebbe il tempo di incidere molto; tuttavia proseguì la guerra in Afganistan.
Il suo governo fu anche segnato dal deterioramento dei rapporti con gli Stati Uniti, a causa della forte presa di posizione antisovietica di Ronald Reagan; tali contrasti vennero esacerbati dall'abbattimento, da parte di caccia sovietici, d'un aereo di linea coreano che s'era smarrito nei cieli russi il 1º settembre 1983 e dal susseguente schieramento in Europa dei missili Pershing americani: la tensione in quella fase della guerra fredda s'acuì, infatti, quando il volo civile Korean Air KAL-007, che i sovietici sospettavano essere una spia, fu abbattuto da aerei sovietici il 1º settembre 1983; in seguito a questo attacco, gli Stati Uniti schierarono i missili MGM-31 Pershing in Europa occidentale, come contraltare dei missili sovietici SS-20.
Le discussioni per diminuire le armi nucleari a medio raggio in Europa furono sospese dall'URSS nel novembre 1983. Uno degli atti più significativi di Andropov durante la propria breve carriera di guida dell'Unione Sovietica fu la sua risposta alla lettera d'una bambina americana, Samantha Smith, invitandola in Unione Sovietica; la Smith divenne poi un'attivista pacifista fino alla prematura scomparsa. Durante il breve mandato di capo di Stato dell'URSS, per via del suo stato di salute, Andropov non emanò molte leggi e partecipò a pochi dibattiti.

### Decesso
Andropov morì per insufficienza renale il 9 febbraio 1984 dopo molti mesi di malattia; suo successore fu Konstantin Černenko. Ebbe funerali di Stato e fu sepolto nella necropoli delle mura del Cremlino. Sua moglie Tatjana, morta nel 1991, fu talmente sconvolta che non partecipò alla processione funebre. Andropov ebbe un figlio, Igor' (morto nel giugno 2006), e due figlie, Irina e Tatjana.

## Giudizio storico
L'eredità di Andropov rimane oggetto d'intenso dibattito in Russia e altrove, sia tra gli studiosi sia in seno all'opinione pubblica: è infatti tuttora al centro dell'attenzione dei documentari televisivi, specialmente in occasione di importanti anniversari. Nonostante la linea dura seguita in Ungheria e i numerosi intrighi ed esili di cui fu responsabile durante il lungo incarico a capo del KGB, viene visto da molti commentatori come un riformatore; essi adducono a giustificazione il fatto che favorì l'ascesa di Michail Gorbačëv all'interno del partito e venne da molti ritenuto abbastanza tollerante, per essere un capo del KGB. Nonostante ciò, attrasse su di sé forti dissensi e critiche: secondo il giornalista del Washington Post e corrispondente dall'URSS David Remnick, Andropov era «profondamente corrotto, una bestia»; Aleksandr Jakovlev, consigliere di Gorbačëv, disse invece: «Tutti pensano che Andropov fosse il più pericoloso di tutti. Questo era in parte vero, in quanto era più astuto degli altri».
L'ex tenente generale della Securitate Ion Mihai Pacepa si espresse così:
In Occidente Andropov, se viene ricordato, è per la sua brutale repressione della dissidenza politica in patria e per il suo ruolo nella pianificazione dell'invasione della Cecoslovacchia nel 1968. Al contrario, i leader dei servizi di intelligence del Patto di Varsavia, quando io ero uno di loro, consideravano Andropov l'uomo che sostituì il KGB al Partito Comunista nel governo dell'Unione Sovietica e che fu il padrino di una nuova era russa zeppa di operazioni ingannevoli volte a migliorare l'immagine gravemente danneggiata dei governanti sovietici in Occidente.

## Aneddoti e curiosità
- Negli anni Settanta H. Stuart Knight, capo dei servizi segreti degli Stati Uniti, accompagnò il presidente degli Stati Uniti in visita a Mosca. Uno degli agenti della sicurezza di Breznev era una ragazza giovane e molto carina e Knight, scherzando, propose ad Andropov di scambiarla con uno dei suoi agenti. Il capo del KGB rispose, altrettanto scherzosamente: «Un agente e due missili Polaris».
- Al controverso episodio dell'abbattimento del volo Korean Air KAL-007, il gruppo punk rock italiano CCCP - Fedeli alla linea ha dedicato una celebre canzone dal titolo Spara Jurij, dove Jurij era proprio Andropov.[22]
- Dopo la sua morte e fino al 1989, la città di Rybinsk assunse in suo onore il nome di Andropov.